# Aruna Irani
Pour les articles homonymes, voir Irani (homonymie).
Aruna Irani, née le 18 août 1946 à  Bombay, est une actrice du cinéma indien, qui a joué dans plus de 500 films dans les cinémas hindi, kannada, marathi et gujarati, jouant principalement des rôles secondaires et des rôles de genre. Elle a remporté deux Filmfare Awards de la meilleure actrice dans un second rôle, pour Pet Pyaar Aur Paap (1985) et Beta (en) (1993), et a été nommée pour un total de dix prix, détenant le record du plus grand nombre de nominations dans cette catégorie. En janvier 2012, Irani reçoit le Filmfare Lifetime Achievement Award, récompensant l'ensemble de sa carrière, lors de la 57e édition des Filmfare Awards. 

## Biographie
Aruna Irani est née le 18 août 1946 à Bombay, en Inde, d'un père iranien et d'une mère hindoue. Elle est l'aînée des neuf enfants du couple et a cinq frères et trois sœurs. Son père, Faredun Irani, dirigeait une troupe de théâtre, et sa mère, Saguna, était actrice. Elle a abandonné ses études après la sixième année parce que sa famille n'avait pas assez d'argent pour éduquer tous les enfants. Elle affirme avoir appris la danse en travaillant dans les films parce qu'elle ne pouvait pas s'offrir une formation professionnelle auprès d'un maître. Ses frères Indra Kumar, Adi Irani (en) et Firoz Irani (en) sont tous associés à l'industrie cinématographique. L'actrice Bindu est sa cousine. Elle est mariée au réalisateur de Bollywood Kuku Kohli (en). 

## Carrière
Aruna Irani a fait ses débuts dans le film Gunga Jumna (en) (1961) en jouant le rôle de l'enfant d'Azra. Elle a ensuite joué dans le film Anpadh (1962), dans le rôle de l'enfant de Mala Sinha. Puis elle joue plusieurs petits rôles dans des films tels que Jahanara (1964), Farz (1967), Upkar (en) (1967) et Aaya Sawan Jhoomke (1969). Elle a ensuite joué avec le comédien Mehmood dans des films tels que Aulad (1968), Humjoli (1970), Devi (1970) et Naya Zamana (1971),,,. 
En 1971, elle joue dans Caravan. Elle joue ensuite dans Ali's Bombay To Goa (1972), Garam Masala (1972) et Do Phool (1973) de Mehmood Ali. Parmi ses films, citons Farz (en) (1967), Bobby (1973), Fakira (en) (1976), Sargam (en) (1979), Red Rose (en) (1980), Love Story (en) (1981) et Rocky (en) (1981).

## Vie personnelle
Aruna Irani est mariée au réalisateur de Bollywood Kuku Kohli (en).